# Metzervisse
Metzervisse é uma comuna francesa na região administrativa de Grande Leste, no departamento de Mosela. Estende-se por uma área de 8,99 km². Em 2010 a comuna tinha 2 321 habitantes (densidade: 258,2 hab./km²).